# Skogsekologi
Skogsekologi är ekologi i förhållande till skogens ekosystem. Detta innefattar levnadsvillkoren för det som växer och lever i skogen, inklusive växter, svampar, djur och mikroorganismer. Det handlar även om det beroende och samspel allt levande i skogen ingår i, liksom med processerna som de berörs av och förändringar på lång och kort sikt.

## Karaktär och betydelse
Vetenskapen skogsekologi är inte enbart biologisk till karaktären, utan även olika fysiska och kemiska förhållanden spelar in. Dessa kan vara marktyper, eldens inverkan, ljus, temperatur och hur fuktigt det är i skogen.
Numera har de flesta skogar spår av olika slags påverkan av mänsklig verksamhet. Det kan vara som betesmark, svedjebruk, kalhuggning, gallring, hantering av mer eller mindre naturlig skog eller ren skogsodling (skogsplantage). Kunskapen om skogsekologin är viktig på en grundläggande nivå för skogsbruket.

## Utbildning och forskning
Skogsekologi finns som läroämne på bland annat flera svenska universitet och högskolor. Ibland kombineras studier i skogsekologi med det besläktade ekofysiologi.